# Robert Taube
Robert Taube (* 15. März 1880 in Riga, Russisches Kaiserreich; † 18. August 1964 in Berlin) war ein deutscher Theater- und Filmschauspieler.

## Leben
Robert Taube, der seine Schauspielausbildung in Berlin absolvierte, gab sein Debüt 1903 in Offenburg. Nach Engagements in Rottweil, Reval, Riga, Lübeck, Elberfeld, Köln sowie Hannover wurde er 1917 an die Städtischen Bühnen Frankfurt verpflichtet, wo er mit Unterbrechung bis 1939 spielte. In der Uraufführung des Urfaust ohne Kulissen mimte er den Mephisto, bei den Römerberg-Festspielen 1932 den Alba in Goethes Egmont und 1934 überzeugte er als Wallenstein. Seit 1939 trat er am Deutschen Theater in Berlin auf.
Darüber hinaus wirkte Taube in den 20er Jahren in ersten Stummfilmen, später in Ton- und Fernsehfilmen mit. Er stand 1944 in der Gottbegnadeten-Liste des Reichsministeriums für Volksaufklärung und Propaganda.

## Filmographie (Auswahl)
- 1923: I.N.R.I. – Ein Film der Menschlichkeit
- 1924: Carlos und Elisabeth
- 1925: Die Frau mit dem schlechten Ruf
- 1941: Das leichte Mädchen
- 1942: Andreas Schlüter
- 1949: Die blauen Schwerter
- 1958: Wie es euch gefällt
- 1959: Der Besuch der alten Dame
- 1963: Stadtpark

## Hörspiele
- 1946: Gerhart Hauptmann: Agamemnons Tod (Priester) – Regie: Hanns Korngiebel (Drahtfunk Berlin)
- 1948: Rolf Goetze: …das Ghetto stirbt – Regie: Hanns Korngiebel (RIAS Berlin)

## Ehrungen
- Aus Anlass des 50. Geburtstages von Adolf Hitler wurde ihm am 20. April 1939 der Titel „Staatsschauspieler“ verliehen.[2]